# Fierville-les-Parcs
Fierville-les-Parcs – miejscowość i gmina we Francji, w regionie Normandia, w departamencie Calvados.
Według danych na rok 1990 gminę zamieszkiwało 135 osób, a gęstość zaludnienia wynosiła 27 osób/km² (wśród 1815 gmin Dolnej Normandii Fierville-les-Parcs plasuje się na 751. miejscu pod względem liczby ludności, natomiast pod względem powierzchni na miejscu 884.).